# Krbava
Krbava je kraj u istočnoj Lici, Republika Hrvatska. Obuhvaća nekoliko polja u kršu (najveće je Krbavsko). Glavno naselje tog područja je Udbina.

## Povijest
Prvi put spominje je Konstantin VII. Porfirogenet u 10. stoljeću kao dio Hrvatske koji je zajedno s Likom i Gackom pod vlašću hrvatskog bana. Godine 1185. osnovana je Krbavska biskupija sa sjedištem u Mrsinju i Udbini do 1460., potom u Modrušu do 1493., kada je sjedište preneseno u Novi Vinodolski. U 13. stoljeću kao krbavski župani spominju se Gusići, a od 14. stoljeća Kurjakovići, u čijoj je vlasti Krbava ostala do 1509. godine. Ondje su Turci 1493. godine u Krbavskoj bitci porazili hrvatsku vojsku Emerika Derenčina, a do 1527. godine potpuno su ovladali Krbavom i priključili je prvo Bosanskom, a 1527. novoosnovanomu Kliškom sandžaku. Od turske vlasti oslobođena je 1689. godine. Godine 1712. ušla je u sastav Vojne krajine, a 1881. godine ujedinjena je s Hrvatskom i povezana s Likom u Ličko-krbavsku županiju.

## Vanjske poveznice
- Krbava – Hrvatska enciklopedija